# Hilde Löhr
Hildegard Emma Johanna Löhr (* 11. September 1897 in Wesel; † 29. September 1998 in Xanten) war eine deutsche Fotografin.

## Leben
Hilde Löhr war eine Tochter des Wagenfabrikanten August Löhr und dessen Ehefrau Friederike Henriette, geb. Hohl. Die Familie wohnte bei ihrer Geburt in der Wallstraße 773/3 (später: Wallstraße 6). Ab 1907 besuchte Hilde Löhr das Städtische Lyzeum ihrer Heimatstadt, musste den Lyzeumsbesuch aber im Januar 1912 wegen einer Krankheit abbrechen. Hilde Löhr wollte eigentlich Malerin oder Schauspielerin werden, was ihre Familie aber nicht gestattete. Nach einem Volontariat im Fotoatelier Sonntag in Wesel, das von Gustav Sonntag († 1919) geführt wurde, absolvierte sie von 1921 bis 1923 eine Ausbildung bei August Sander in Köln und wurde danach Assistentin bei Nicola Perscheid in Berlin. In den Jahren 1928 und 1929 arbeitete sie als Fotografin in der Schweiz; 1930 bezog sie ein eigenes Atelier in ihrem elterlichen Haus in Wesel. Sie schuf zahlreiche Porträtfotos. Überregional bekannt wurde sie aber durch ihre Landschaftsaufnahmen vom Niederrhein. Löhr gehörte der Vereinigung Niederrheinischer Künstler und Kunstfreunde an, die 1934 in Wesel gegründet wurde.
Von 1940 bis 1945 arbeitete sie als Fotografin bei der Landesbildstelle Mark Brandenburg in Berlin und nahm Baudenkmale und Landschaften auf, außerdem fotografierte sie dort auch für ein Psychologisches Institut. Nach Kriegsende kehrte sie nach Wesel zurück. Sie baute ihr zerbombtes Elternhaus an der Ecke Wallstraße/Brandstraße 1953 wieder auf, eröffnete dort ein neues Atelier und konzentrierte sich nun auf Industriefotografie. 
Seit Wesel im Februar 1945 durch Kriegseinwirkungen fast vollständig zerstört wurde, werden vor allem ihre Aufnahmen der Stadt als Dokumente des früheren Zustandes sehr geschätzt. Sie erhielt auch ab den späten 1940er Jahren viele Fotoaufträge von der Stadt. In Jahresabständen schuf sie Panoramen vom Wasserturm, ferner fotografierte sie für die Wesel-Ausstellung in Hagerstown 1954. Der Arbeitsgemeinschaft des Kunsthandwerks Nordrhein-Westfalen gehörte sie fast seit deren Gründung an.
Hilde Löhr arbeitete bis in die 1970er Jahre als Fotografin. Sie lebte danach weiter in ihrem Haus in Wesel. 1990 zog sie in ein Altersheim in Xanten.
Löhrs Archiv ging nach ihrem Ableben in die Hände ihres Neffen Michael Jeske in Erkrath über.
Seit 2002 ist der Hilde-Löhr-Weg in Schepersfeld nach der Fotografin benannt.
2015 waren Bilder Löhrs in einer Ausstellung in den Räumen des Bauvereins Wesel zu sehen, die Ansichten der Stadt aus der Vorkriegszeit präsentierte.